# Parafia św. Brata Alberta Chmielowskiego w Krajkowie
Parafia św. Brata Alberta Chmielowskiego w Krajkowie – parafia rzymskokatolicka z siedzibą w Krajkowie, znajdująca się w diecezji kieleckiej, w dekanacie bodzentyńskim, erygowana w 1992 roku, dekretem ówczesnego biskupa kieleckiego, bpa Stanisława Szymeckiego.

## Historia
Starania o budowę kaplicy w Krajkowie rozpoczęto jeszcze w latach 80. XX wieku. Wtedy to grupa parafian z Krajkowa, odległego od Świętomarzy o 6 km, zaproponowała proboszczowi księdzu kanonikowi Bolesławowi Postule kupno placu i budowę punktu katechetycznego w swojej wiosce. Droga do macierzystej parafii w Świętomarzy była długa i uciążliwa nie tylko dla parafian, lecz również dla duszpasterzy. Odległość i brak punktu katechetycznego były dużym utrudnieniem. Jak podaje kronika parafialna, marzenia mieszkańców tych wsi o własnym, bliższym kościele, chociażby kaplicy, zaczęły się konkretyzować pod koniec lat 80.
W 1988 roku postanowiono zbudować w Krajkowie punkt katechetyczny z kaplicą dojazdową. Od początku inicjatywę przejęli ofiarni i  zaangażowani parafianie. W roku 1989 powołano Komitet Budowy Kościoła w Krajkowie. Pierwszym z zadań nowo powołanego komitetu było znalezienie i wykupienie działki pod budowę kościoła. Gdy tego dokonano, proboszcz parafii w Świętomarzy wystąpił do Urzędu Gminy w Pawłowie o pozwolenie na budowę kościoła. Po uzyskaniu pozwolenia zaczęto gromadzić materiały budowlane. Dzięki pracy mieszkańców Krajkowa i sąsiednich wiosek w dość krótkim czasie powstał nowy kościół. Macierzysta parafia udzieliła wsparcia finansowego i wspomogła w wyposażeniu nowego kościoła, którego poświęcenie nastąpiło w 1991 roku. Od marca tego roku w każdą niedzielę odprawiano jedną Mszę św. sprawowaną przez księży ze Świętomarzy. 
W roku 1992, w uroczystość Bożego Ciała miało miejsce uroczyste poświęcenie kościoła przez kieleckiego biskupa diecezjalnego, Stanisława Szymeckiego, który również nadał kościołowi patrona: św. Brata Alberta Chmielowskiego. W tym samym roku bp Szymecki erygował również parafię pod wezwaniem św. Brata Alberta, która administracyjnie stała się częścią dekanatu bodzentyńskiego. 
Niebawem po powstaniu nowej parafii w Krajkowie do użytku oddano plebanię oraz zakupiono działkę na cmentarz grzebalny, którego poświęcenie miało miejsce w 1995 roku. Równocześnie prowadzone były także prace związane z wykończeniem kościoła. W roku 1999 zakupiono i zamontowano między innymi dzwony. 
W 2023 roku, bp Jan Piotrowski dokonał konsekracji kościoła parafialnego.

## Proboszczowie parafii
- 1992–1998 – ks. Marek Capek
- 1998–2002 – ks. Stanisław Karbowniczek
- 2002–2013 – ks. Marek Tazbir
- 2013–2022 – ks. Jerzy Klimas
- od 2022 – ks. Wojciech Polit